# Fierte Saint-Romain
La fierte Saint-Romain est une chapelle catholique située à Rouen, en France.

## Localisation
La fierte Saint-Romain est située dans le département français de la Seine-Maritime, sur la commune de Rouen, sur la place de la Haute-Vieille-Tour, accolée à la halle aux Toiles.

## Historique
La fierte Saint-Romain a été construite en 1542 pour servir à l'exercice du privilège de Saint-Romain, le jour de l'Ascension.
La fierte Saint-Romain est classée au titre des monuments historiques en 1846.
Elle est restaurée en 1888 par Louis Sauvageot, avec la participation du sculpteur Edmond Bonet.

## Galerie

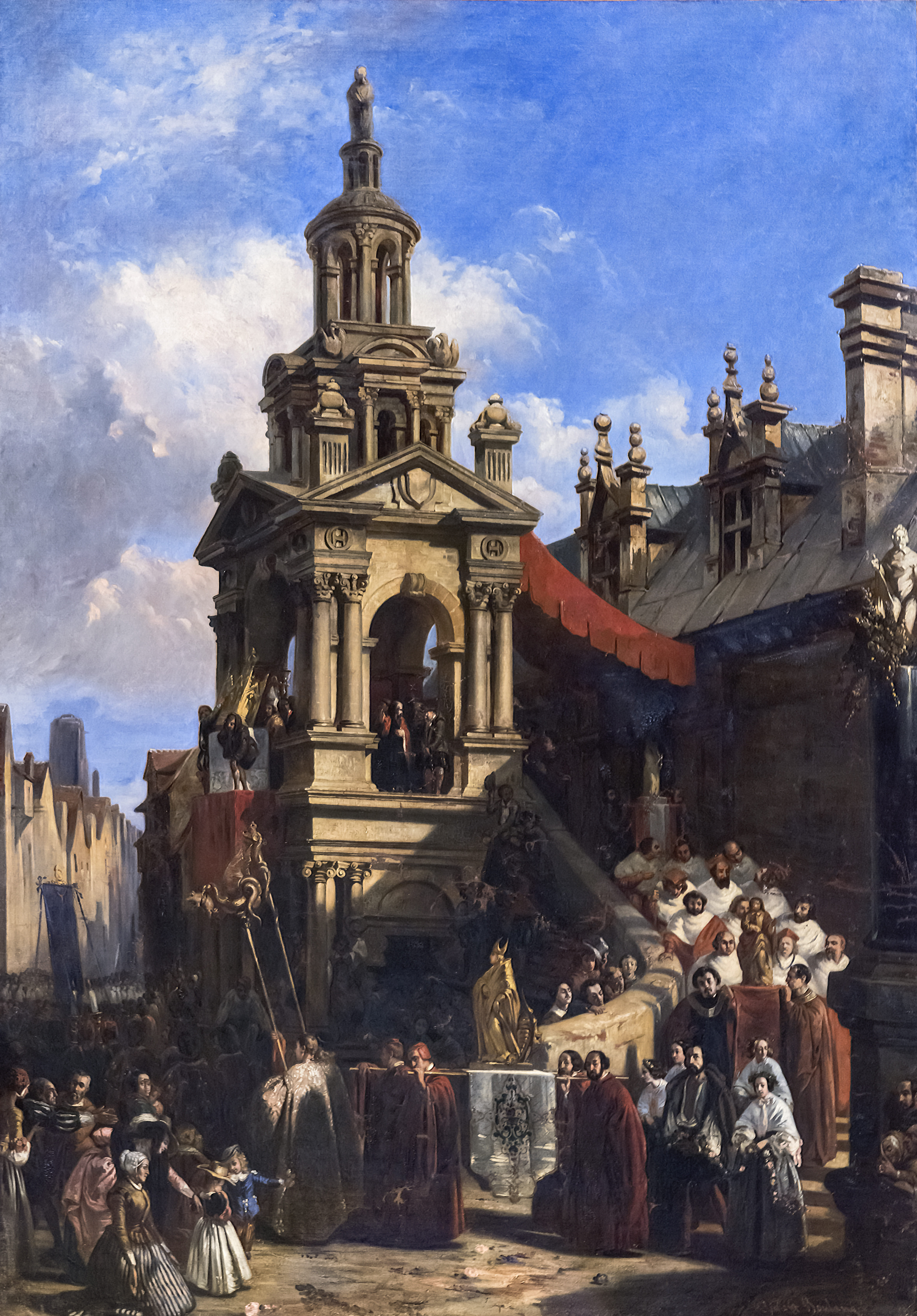
La Procession de la Gargouille, huile sur toile de Clément Boulanger (1837).
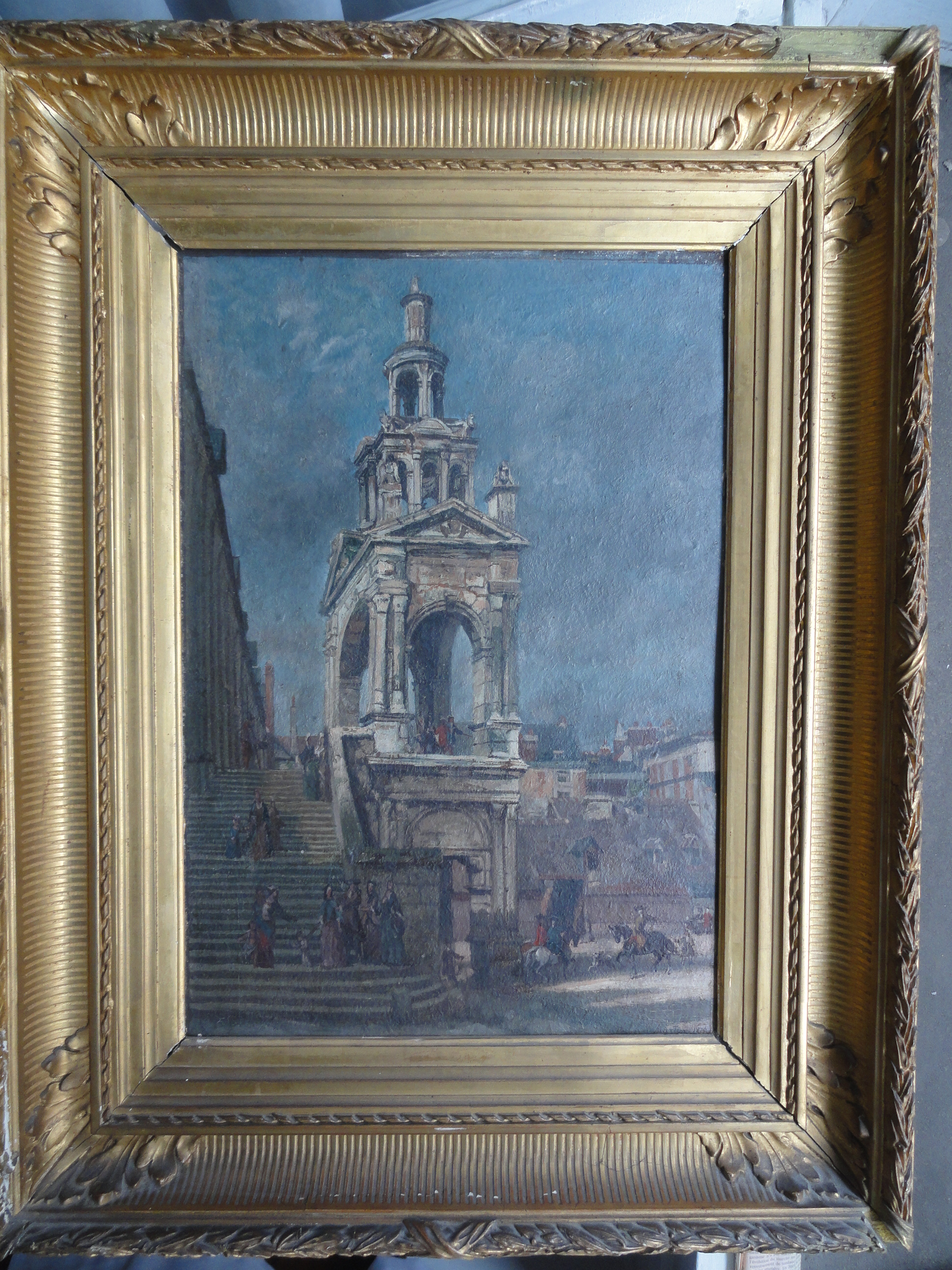
La Fierte de Rouen, Gabriel Martin (1877).
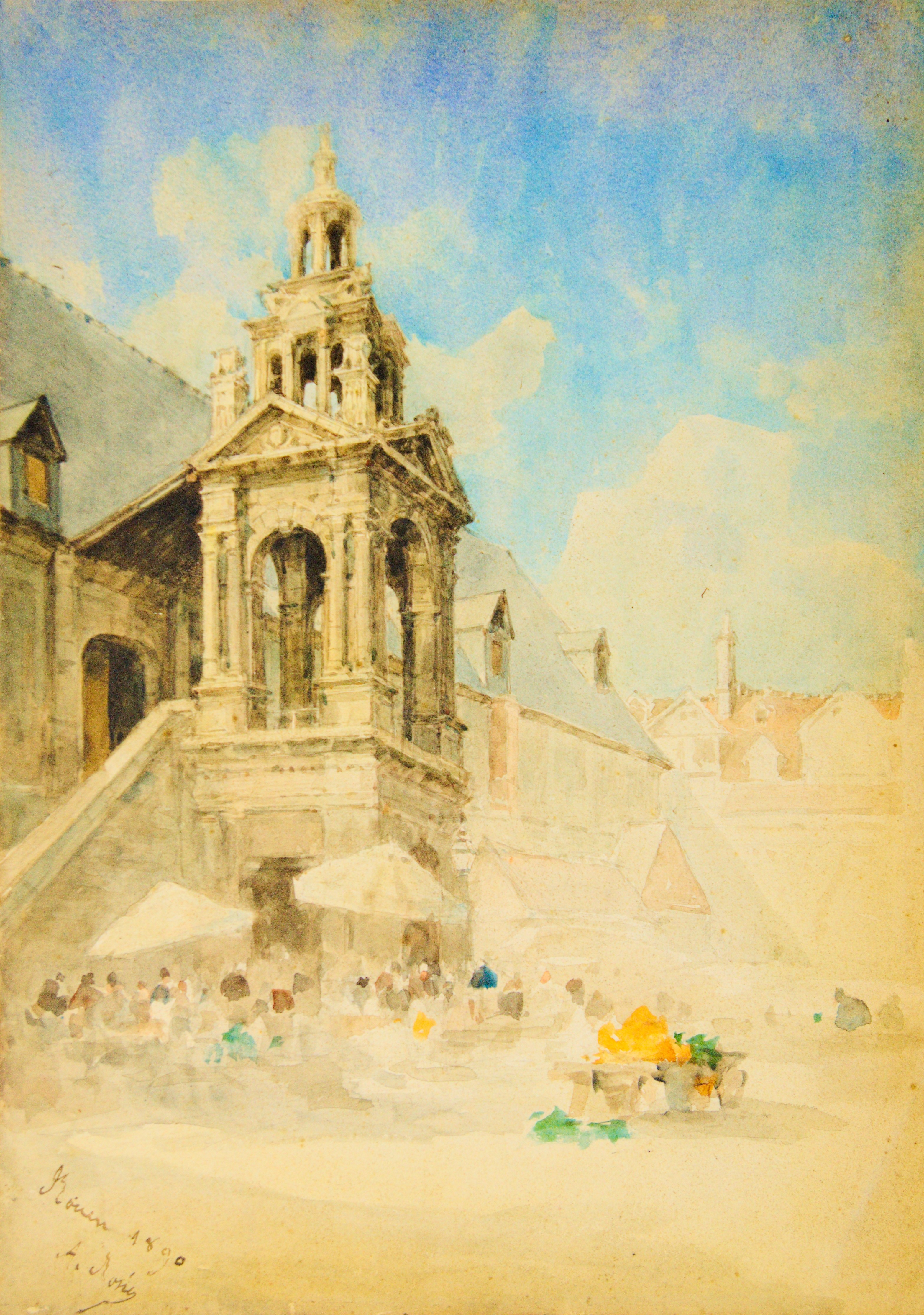
Halle aux Toiles de Rouen, aquarelle d'Amédée Rosier (1890).
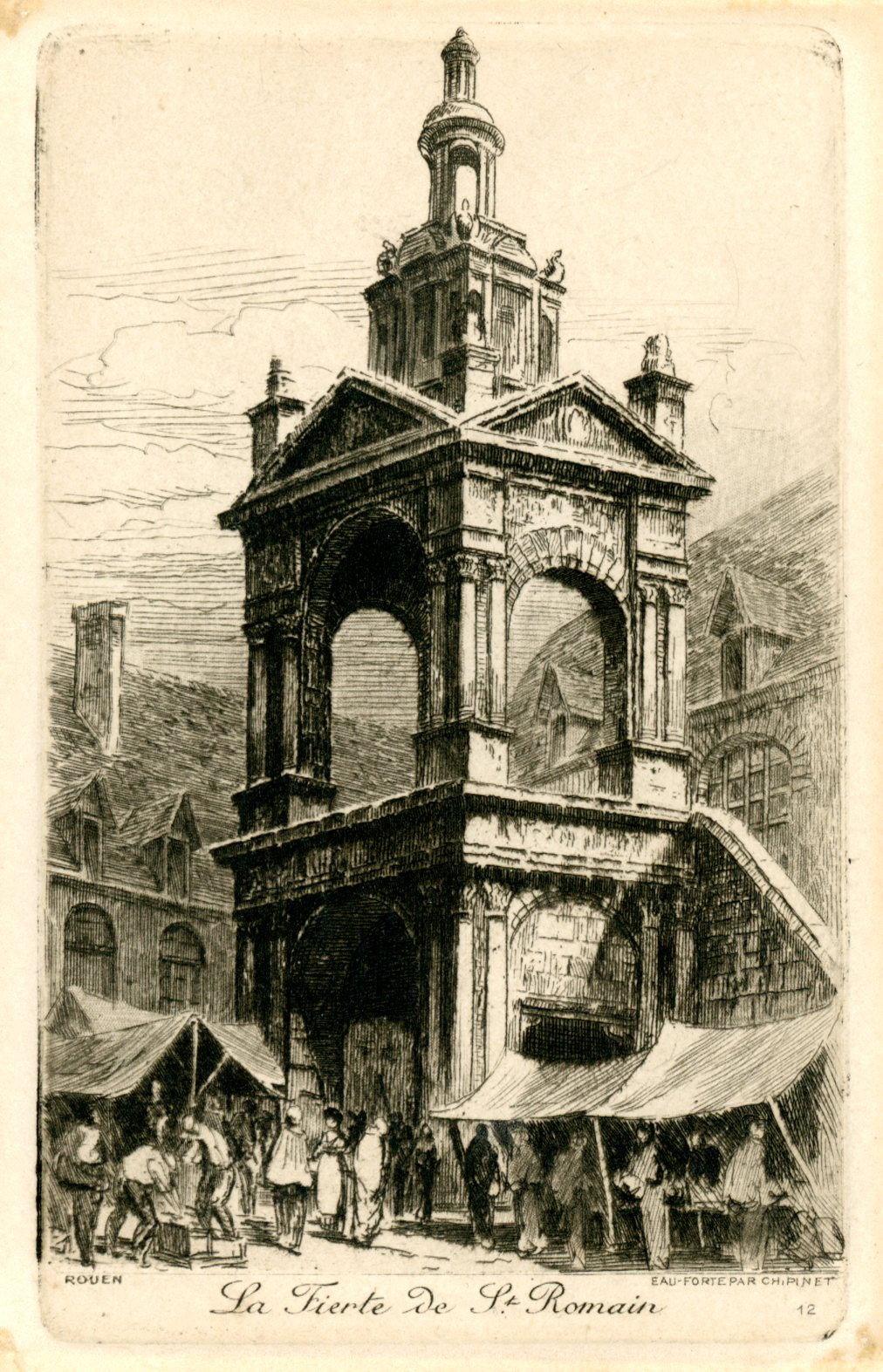
Rouen no 12 La Fierte de Saint-Romain, carte postale de Charles Pinet.